# فینال جام حذفی فوتبال انگلستان ۱۸۷۶
فینال جام حذفی فوتبال انگلستان ۱۸۷۶، رقابت پایانی جام حذفی فوتبال انگلستان در سال ۱۸۷۶ میلادی است که مابین دو تیم باشگاه فوتبال واندررز و باشگاه فوتبال الد اتونیاس در ورزشگاه اووال لندن برگزار شده‌است.
این مسابقه که در تاریخ ۱۱ مارس ۱۸۷۶ انجام شده‌است با نتیجه ۱ بر ۱ به پایان رسید.
در بازی تکراری که در ۱۸ مارس ۱۸۷۶ برگزار شد باشگاه فوتبال واندررز با نتیجه سه بر صفر به پیروزی رسید.